# Luís Maria Teixeira Pinto
Luís Maria Teixeira Pinto (Campelo, Baião, 19 de julho de 1927 — Porto, 4 de novembro de 2012) foi um economista, banqueiro e político português que, entre outras funções de relevo, foi deputado à Assembleia Nacional e Ministro da Economia no 2.º governo do Estado Novo, em funções de 4 de dezembro de 1962 a 19 de março de 1965.

## Biografia
Teixeira Pinto licenciou-se em Finanças no Instituto Superior de Ciências Económicas e Financeiras de Lisboa em 1948 e em Economia em 1949. Após um período de estudos na Universidade de Sorbonne, em Paris, foi assistente de investigação no Instituto Superior de Ciências Económicas e Financeiras (1949 a 1957). Em 1957, tornou-se assessor e membro do Gabinete de Investigação Económica (ISCEF) e professor do Instituto de Altos Estudos Militares. Seguiram-se vários cargos em instituições nacionais e internacionais. De 1965 a 1970 foi diretor-adjunto do Banco de Fomento Nacional. Finalmente, de 1969 a 1974, foi presidente da Sociedade Financeira Portuguesa.
Em 1975, doutorou-se no Instituto Superior de Ciências Económicas e Financeiras, em Lisboa. Em 1975, foi nomeado para uma cátedra do Departamento de Economia da Universidade Lusíada do Porto, de que foi diretor.
De 1962 a 1965, Teixeira Pinto foi Ministro da Economia no governo de António de Oliveira Salazar. Foi também Secretário de Estado da Indústria até 1964.

## Obras
Entre outras, é autor das seguintes obras:
- Alguns aspectos da teoria do crescimento económico, Editorial império, 1956
- Financiamento do desenvolvimento económico, Gabinete de Investigações Económicas do Instituto Superior de Ciências Económicas e Financeiras, 1958, zusammen mit Jacinto Manuel Pardal
- Políticas de desenvolvimento económico, Gabinete de Investigações Económicas do Instituto Superior de Ciências Económicas e Financeiras, 1961
- Angola: pólos e perspectivas de desenvolvimento, Gabinete de Investigações Económicas do Instituto Superior de Ciências Económicas e Financeiras, 1961, zusammen mit Rui Martins Dos Santos
- Aspectos da política económica portuguesa, 1963-1964, 1965
- Cooperação e coexistência, Atica, 1965